# Simmonds Peak
Der Simmonds Peak ist ein 1940 m hoher und markanter Berg in der antarktischen Ross Dependency. Im Königin-Maud-Gebirge ragt er 6 km südliche des Mount Dort an der Ostflanke des Amundsen-Gletschers auf.
Der United States Geological Survey kartierte ihn anhand eigener Vermessungen und Luftaufnahmen der United States Navy aus den Jahren von 1960 bis 1964. Das Advisory Committee on Antarctic Names benannte ihn im Jahr 1967 nach dem Biologen Willard I. Simmonds, der im antarktischen Winter 1964 auf der McMurdo-Station tätig war.